# Ľubomíra Kurhajcová
Ľubomíra Kurhajcová (Bratislava, Checoslovaquia, 11 de octubre de 1983) es una tenista eslovaca. En toda su carrera, jamás ha logrado pasar de la primera ronda en un Grand Slam.